# Sirannon
El Sirannon es un río ficticio que pertenece al legendarium del escritor británico J. R. R. Tolkien y que aparece en su novela El Señor de los Anillos. 

## Geografía
Se encuentra ubicado en la región de Eriador, en la Tierra Media. Nace en las Montañas Nubladas cerca de las puertas de Moria del lado oeste, por eso ese nombre. Era un río de gran caudal, rápido y ruidoso, que fue embalsado por los Orcos que habitaban las minas de Moria luego de la huida de Durin VI. El antiguo camino que unía Eregion con Moria lo cruzaba en varios tramos y terminaba justo frente a las Grandes Puertas. Un poco al sur del nacimiento, había un risco bajo, "(...) de unas cinco brazas de alto, que terminaba en un borde mellado y roto...", allí había una grieta que había sido cavada por un salto de agua, llamado El Salto de la Escalera y el río descendía por allí; a un lado unos escalones fueron tallados en la roca, para facilitar el descenso continuando el camino principal, que se desviaba "(...)doblando a la izquierda..." y subía "(...)hasta el terreno llano de la cima..." Había también un valle poco profundo que subía más allá de las cascadas hasta las Murallas de Moria y el "(...) Sirannon atravesaba ese valle con el camino a un lado..." En ese Valle estaba el embalse artificial que era un lago oscuro y tranquilo. "(...)Más allá de esas aguas se elevaban una cadena de riscos, finales e infranqueables, de paredes lisas, eran las murallas de Moria..."
Si bien no hay mención de su desembocadura, el río corría en dirección suroeste, por lo que se cree que podría desembocar en el Mitheithel o en el Gwathló.

## Etimología
Conocido también como el Río de la Puerta, su nombre es sindarin y está compuesto por annon, que significa «Gran puerta» (como en Morannon) pl. ennyn(«Grandes puertas»); raíz ad-; y sîr que significa «río», raíz sir-. 
- Datos: Q3423972